# 第15回日本女子サッカーリーグ
この項目では、2003年に開催された第15回日本女子サッカーリーグ（L・リーグ）について述べる。

## 概略
東日本リーグには大原学園JaSRA女子サッカークラブ、西日本には岡山湯郷Belleが加入。東西合わせて13チームになったこのシーズンは、田崎ペルーレFCが初優勝し、2004年1月の第25回全日本女子サッカー選手権大会も制して二冠を達成。さらに兵庫県代表として宝塚バニーズの4選手を加えた混成チームで参加した第58回国民体育大会（NEW!!わかふじ国体）でも優勝しており、下部リーグ（JLSLチャレンジリーグ）降格を経験したチームとしては初めてであった。
また翌シーズンから2部制とすることが決定。1部リーグ(L1)には上位リーグ6チームのほか下位リーグから2チームを参加させて8チームにするため、下部リーグ上位4チームによる2004 L1参入チーム決定戦が12月14日から23日にかけて行われた。
なお、2003 FIFA女子ワールドカップと、その予選となる2003 AFC女子選手権（2003年6月8日-21日：タイ・バンコク）および2003 FIFA女子ワールドカップ・予選 (大陸間プレーオフ)（2003年7月5日・12日）がシーズン途中に行われた。
なお一次リーグは当初、東日本リーグが4月6日から8月10日、西日本リーグが5月11日から7月13日までの予定であったが、重症急性呼吸器症候群（SARS）の影響で「2003 AFC女子選手権」の開催期間が4月17～30日から変更となり、リーグ戦と日程が重なったため、一部の対戦カードは8月と9月に延期された。

## 競技方法
- 開催期間：2003年4月6日‐12月21日
- 試合時間：90分（45分ハーフ）。その時点で同点の場合は引き分け。
- 一次リーグ：東日本（7チーム）、西日本（6チーム）の各リーグにより2回戦総当たり。
- 決勝リーグ：一次リーグの各地区上位3チームずつ（計6チーム）による「上位リーグ」は2回戦総当たり、それ以外の7チームによる「下位リーグ」は1回戦総当たり。
- 順位：1.決勝リーグでの成績（ただし上位リーグは1-6位、下位リーグは7-13位）

2.勝点（勝利3点、引分1点、敗戦0点）
3.全試合の得失点差
4.全試合の総得点数
5.直接対決の成績
6.抽選
- 選手登録：日本サッカー協会に登録している選手で25名まで。うち5名までは「下部組織チーム」から登録可能。外国籍選手は5名まで登録、3名まで出場できる。

## 参加チーム

### 東地区
- 日テレ・ベレーザ：東京都稲城市
- さいたまレイナス：埼玉県さいたま市
- ジェフユナイテッド市原レディース：千葉県市原市
- YKK東北女子サッカー部フラッパーズ：宮城県三本木町
- 清水第八スポーツクラブ：静岡県静岡市
- ASエルフェン狭山FC：埼玉県狭山市
- 大原学園JaSRA女子サッカークラブ：長野県小県郡真田町（新規参入）

### 西地区
- 伊賀フットボールクラブくノ一：三重県伊賀町
- スペランツァF.C.高槻：大阪府高槻市
- 宝塚バニーズレディースサッカークラブ：兵庫県宝塚市
- 田崎ペルーレFC：兵庫県神戸市
- ルネサンス熊本フットボールクラブ：熊本県熊本市
- 岡山湯郷Belle：岡山県英田郡美作町（新規参入）

## 成績
○：勝利　△：引き分け　●：敗戦

### 一次リーグ（東日本）
- 開催期間：2003年4月6日‐（8月10日→）9月7日

| 順位 | チーム                             | YKK       | さいたま  | 日テレ     | 狭山       | 大原学園  | 清水第八  | 市原L     | 勝点 | 勝利 | 引分 | 敗戦 |
| 1位  | YKK東北女子サッカー部 フラッパーズ | ----      | △1-1 △2-2 | △1-1 ○2-0  | ○1-0 ○2-0  | ○2-0 ○1-0 | ○5-0 ○4-1 | △1-1 ○5-1 | 28   | 8    | 4    | 0    |
| 2位  | さいたまレイナス                   | △1-1 △2-2 | ----      | △1-1 △0-0  | ○1-0 ○3-0  | ○2-0 ○1-0 | ○5-3 ○3-0 | ○4-1 ○5-1 | 28   | 8    | 4    | 0    |
| 3位  | 日テレ・ベレーザ                   | △1-1 ●0-2 | △1-1 △0-0 | ----       | ○2-1 ○10-0 | ○4-1 ○1-0 | ○9-0 ○3-0 | ○9-0 ○7-0 | 27   | 8    | 3    | 1    |
| 4位  | ASエルフェン狭山FC                 | ●0-1 ●0-2 | ●0-1 ●0-3 | ●1-2 ●0-10 | ----       | ○3-2 ●2-4 | ○4-1 ○9-2 | △1-1 ○2-0 | 13   | 4    | 1    | 7    |
| 5位  | 大原学園JaSRA 女子サッカークラブ   | ●0-2 ●0-1 | ●0-2 ●0-1 | ●1-4 ●0-1  | ●2-3 ○4-2  | ----      | ○3-1 △5-5 | ○2-0 △1-1 | 11   | 3    | 2    | 7    |
| 6位  | 清水第八スポーツクラブ             | ●0-5 ●1-4 | ●3-5 ●0-3 | ●0-9 ●0-3  | ●1-4 ●2-9  | ●1-3 △5-5 | ----      | ○3-2 ○5-3 | 7    | 2    | 1    | 9    |
| 7位  | ジェフユナイテッド市原 レディース  | △1-1 ●1-5 | ●1-4 ●1-5 | ●0-9 ●0-7  | △1-1 ●0-2  | ●0-2 △1-1 | ●2-3 ●3-5 | ----      | 3    | 0    | 3    | 9    |

### 一次リーグ（西日本）
- 開催期間：2003年5月11日‐（7月13日→）9月7日

| 順位 | チーム                        | 田崎        | 伊賀        | 高槻      | 湯郷      | 宝塚      | R熊本       | 勝点 | 勝利 | 引分 | 敗戦 |
| 1位  | 田崎ペルーレFC                | ----        | ○4-0 ○1-0   | ○5-1      | ○3-0 ○5-2 | ○5-0 ○7-0 | ○11-0 ○10-0 | 30   | 10   | 0    | 0    |
| 2位  | 伊賀フットボールクラブ くノ一 | ●0-4 ●0-1   | ----        | △1-1 ○2-1 | ○2-0 ○5-0 | △1-1 ○3-0 | ○12-0 ○15-0 | 20   | 6    | 2    | 2    |
| 3位  | スペランツァF.C.高槻          | ●1-5        | △1-1 ●1-2   | ----      | ○3-0 ●2-4 | ○1-0 ○2-1 | ○6-0        | 16   | 5    | 1    | 4    |
| 4位  | 岡山湯郷Belle                 | ●0-3 ●2-5   | ●0-2 ●0-5   | ●0-3 ○4-2 | ----      | ○5-1 ○2-1 | ○4-2 ○7-0   | 15   | 5    | 0    | 5    |
| 5位  | 宝塚バニーズ                  | ●0-5 ●0-7   | △1-1 ●0-3   | ●0-1 ●1-2 | ●1-5 ●1-2 | ----      | ○4-0 ○6-1   | 7    | 2    | 1    | 7    |
| 6位  | ルネサンス熊本                | ●0-11 ●0-10 | ●0-12 ●0-15 | ●0-6      | ●2-4 ●0-7 | ●0-4 ●1-6 | ----        | 0    | 0    | 0    | 10   |

### 決勝リーグ（上位リーグ）
- 開催期間：2003年10月19日‐12月21日

| 順位 | チーム                             | 田崎      | 日テレ    | 伊賀      | さいたま  | YKK       | 高槻      | 勝点 | 勝利 | 引分 | 敗戦 |
| 1位  | 田崎ペルーレFC                     | ----      | ●1-2 △0-0 | ○2-0 ○3-2 | ○4-0 ○2-1 | ○4-1      | ○8-0 ○3-0 | 25   | 8    | 1    | 1    |
| 2位  | 日テレ・ベレーザ                   | ○2-1 △0-0 | ----      | ●0-2 ○2-0 | ○1-0 ●2-3 | ○3-0 ●0-1 | ○2-0 ○3-0 | 19   | 6    | 1    | 3    |
| 3位  | 伊賀フットボールクラブ くノ一      | ●0-2 ●2-3 | ○2-0 ●0-2 | ----      | ○2-0 ●0-1 | ○2-0 ○3-2 | ○4-0 ○5-1 | 18   | 6    | 0    | 4    |
| 4位  | さいたまレイナス                   | ●0-4 ●1-2 | ●0-1 ○3-2 | ●0-2 ○1-0 | ----      | ○4-0 ○2-1 | △1-1 ○1-0 | 16   | 5    | 1    | 4    |
| 5位  | YKK東北女子サッカー部 フラッパーズ | ●1-4      | ●0-3 ○1-0 | ●0-2 ●2-3 | ●0-4 ●1-2 | ----      | ●0-2 ○2-0 | 6    | 2    | 0    | 8    |
| 6位  | スペランツァF.C.高槻               | ●0-8 ●0-3 | ●0-2 ●0-3 | ●0-4 ●1-5 | △1-1 ●0-1 | ○2-0 ●0-2 | ----      | 4    | 1    | 1    | 8    |

### 決勝リーグ（下位リーグ）
- 開催期間：2003年10月19日‐11月30日

| 順位 | チーム                            | 大原学園 | 湯郷  | 宝塚  | 狭山  | 清水第八 | 市原L | R熊本 | 勝点 | 勝利 | 引分 | 敗戦 |
| 1位  | 大原学園JaSRA 女子サッカークラブ  | ----     | 1-1 △ | 2-0 ○ | 5-0 ○ | 5-2 ○    | 2-0 ○ | 6-0 ○ | 16   | 5    | 1    | 0    |
| 2位  | 岡山湯郷Belle                     | 1-1 △    | ----  | 3-3 △ | 3-0 ○ | 4-0 ○    | 8-0 ○ | 5-1 ○ | 14   | 4    | 2    | 0    |
| 3位  | 宝塚バニーズ                      | 0-2 ●    | 3-3 △ | ----  | 2-1 ○ | 1-0 ○    | 5-1 ○ | 2-0 ○ | 13   | 4    | 1    | 1    |
| 4位  | ASエルフェン狭山FC                | 0-5 ●    | 0-3 ● | 1-2 ● | ----  | 3-0 ○    | 3-4 ● | 3-2 ○ | 6    | 2    | 0    | 4    |
| 5位  | 清水第八スポーツクラブ            | 2-5 ●    | 0-4 ● | 0-1 ● | 0-3 ● | ----     | 3-1 ○ | 2-0 ○ | 6    | 2    | 0    | 4    |
| 6位  | ジェフユナイテッド市原 レディース | 0-2 ●    | 0-8 ● | 1-5 ● | 4-3 ○ | 1-3 ●    | ----  | 3-1 ○ | 6    | 2    | 0    | 4    |
| 7位  | ルネサンス熊本                    | 0-6 ●    | 1-5 ● | 0-2 ● | 2-3 ● | 0-2 ●    | 1-3 ● | ----  | 0    | 0    | 0    | 6    |

### 総合順位
- 1位　田崎ペルーレFC
- 2位　日テレ・ベレーザ
- 3位　伊賀フットボールクラブくノ一
- 4位　さいたまレイナス
- 5位　YKK東北女子サッカー部フラッパーズ
- 6位　スペランツァF.C.高槻
- 7位　大原学園JaSRA女子サッカークラブ
- 8位　岡山湯郷Belle
- 9位　宝塚ニーズレディースサッカークラブ
- 10位　ASエルフェン狭山FC
- 11位　清水第八スポーツクラブ
- 12位　ジェフユナイテッド市原レディース
- 13位　ルネサンス熊本フットボールクラブ

## 2004 L1参入チーム決定戦
- 開催期間:2003年12月14日,20日,23日
- 会場
  - 長野県松本平広域公園総合球技場
  - 岡山県美作ラグビー・サッカー場
  - 五色台運動公園サッカー場
  - 埼玉スタジアム2002第2グラウンド,第3グラウンド

| 順位 | チーム                               | 大原学園 | 宝塚  | 湯郷  | 狭山  | 勝点 | 勝利 | 引分 | 敗戦 |
| 1位  | 大原学園JaSRA女子サッカークラブ      | ----     | 1-0 ○ | 4-3 ○ | 1-2 ● | 6    | 2    | 0    | 1    |
| 2位  | 宝塚バニーズレディースサッカークラブ | 0-1 ●    | ----  | 2-1 ○ | 1-0 ○ | 6    | 2    | 0    | 1    |
| 3位  | 岡山湯郷Belle                        | 3-4 ●    | 1-2 ● | ----  | 5-2 ○ | 3    | 1    | 0    | 2    |
| 4位  | ASエルフェン狭山FC                   | 2-1 ○    | 0-1 ● | 2-5 ● | ----  | 3    | 1    | 0    | 2    |

※大原学園JaSRA、宝塚バニーズのL1参入決定

## 個人成績
- 最優秀選手：大谷未央（田崎ペルーレFC）
- 最多得点：大谷未央（田崎ペルーレFC）
- ベストイレブン
  - GK：山郷のぞみ（さいたまレイナス）
  - DF：磯﨑浩美 （田崎ペルーレFC）、大部由美（YKKフラッパーズ）、山岸靖代（伊賀FCくノ一）、中地舞（日テレ・ベレーザ）
  - MF：川上直子（田崎ペルーレFC）、酒井與恵（日テレ・ベレーザ）、宮本ともみ （伊賀FCくノ一）
  - FW：大谷未央（田崎ペルーレFC）、荒川恵理子（日テレ・ベレーザ）、井坂美都（伊賀FCくノ一）
- 新人賞：近賀ゆかり（日テレ・ベレーザ）
- 敢闘賞：小野寺志保（日テレ・ベレーザ）、宮間あや（岡山湯郷Belle）
- 優秀監督賞：仲井昇（田崎ペルーレFC）
- フェアプレー賞：スペランツァF.C.高槻